# Xian de Rongchang
Le xian de Rongchang (荣昌县 ; pinyin : Róngchāng Xiàn) est une subdivision de la municipalité de Chongqing en Chine.

## Géographie
Sa superficie est de 1 079 km².

## Démographie
La population du district était de 799 868 habitants en 1999.

### Source
- Géographie : (zh) Page descriptive (Phoer.net)